# Verbesina suncho
Verbesina suncho là một loài thực vật có hoa trong họ Cúc. Loài này được (Griseb.) S.F.Blake miêu tả khoa học đầu tiên năm 1925.